# 크리스토프 잘레
크리스토프 장피에르 잘레(프랑스어: Christophe Jean-Pierre Jallet, 프랑스어 발음: [kʁis.tɔf ʒa.lɛ], 1983년 10월 31일, 코냐크~)는 프랑스의 전 축구 선수로, 포지션은 라이트 백이다.

## 클럽 경력

### 초기 경력
코냐크 샤랑트 출신으로, 잘레는 고향 클럽 UA 코냐크에서 스트라이커 후방에 배치되며 축구에 입문하였다. 레지옹의 주요 클럽들로부터 제의를 받은 그는 13세때 그의 부모님으로부터 장거리 이적을 거부당하고 코냐크에 머물게 하면서 니오르에 입단하였다.

### 니오르
크리스토프 잘레는 15세의 나이에 니오르로 이적하였으나, 그의 감독은 부모님에게 그가 "실력이 충분히 되지 않는다."라고 통보하였다. 잘레는 이후 급격히 발전하였다. 그는 훈련 후, 샹피오나 나시오날과 리그 2 경기에 수 차례 출전하였고, 그는 그 세 시즌 동안 수비형 미드필더로 기용되었다.

### 로리앙
크리스토프 잘레는 2006년에 로리앙으로 이적하여 그는 3군 라이트 백으로 기용되었다. 잘레는 3군에서의 지도 후, 결국 팀의 충직한 선수가 되었다.

### 파리 생제르맹
2009년 7월 6일, 잘레는 $2.5M의 이적료에 4년 계약을 체결하면서 파리 생제르맹으로 이적하였다. 잘레는 세아라와의 라이트 백 경쟁을 위해 영입되었다. 그는 르 망과의 리그 1 두 번째 경기에서 PSG의 공식경기에 처음 출전하였다. 우측 미드필더로써, 그는 한주 후의 발랑시엔전에서 스테판 세세뇽의 어시스트를 받아 그의 첫 골을 득점하였다. 릴과의 다음 경기에서, 그는 경기 막판에 교체되어 들어온지 얼마 되지 않아 어시스트를 배급하였고, 이 어시스트는 골로 연결되었다. 잘레는 첫 시즌 동안 세아라의 꾸준한 기량으로 선발 출전에 애로가 많았으나, 후보 선수로써 득점 잠재력의 가치를 확인시켰다. 그는 그르노블과의 경기에서 19분에 득점하며 PSG의 4-0 승리에 공헌하였다. 그는 시즌을 11어시스트로 끝냈다.
2010년 5월 1일, 스타드 드 프랑스에서 크리스토프 잘레는 파리 생제르맹 소속으로 쿠프 드 프랑스를 우승하였다. PSG는 결승전에서 모나코를 1-0으로 꺾었다. 2011년 4월 22일, 그는 파리 생제르맹과 2년 재계약을 체결하였다.
2011년 10월 2일, 파리 생제르맹과 리옹간의 경기에서, 그는 네네의 어시스트를 받아 팀의 쐐기골을 득점하였고, 경기는 2-0 완승으로 종료되었다. 그는 카를로 안첼로티 신임 감독의 지도 하에 밀란 비셰바츠를 풀백에 배치하는데 더 선호하면서 미드필더로 이동하며 자신감을 얻었다. 시즌 도중, 크리스토프 잘레는 마마두 사코를 대신하여 팀의 주장이 되었다.
| “ | "잘레는 정기적으로 꾸준한 선수라고, 이탈리아 기술자가 말했습니다. 그에게 전술적 실책은 존재하지 않았고, 그는 늘 집중하며, 역동적입니다. 저는 잘레에 대해 잘 알지는 않지만 그는 항상 좋은 성과를 냈습니다. 그는 매우 프로답습니다. 잘레는 국가대표팀에서도 좋은 선수가 될 것이라 장담합니다." | ” |
|   | — 카를로 안첼로티 |   |

### 국가대표팀 경력
2012년 8월 9일, 그는 우루과이와의 평가전을 앞두고 디디에 데샹 감독에 의해 차출되었다. 그는 2012년 9월 11일, 벨라루스와의 경기 도중 어려운 각도에서 득점하였다.

#### 국가대표팀 득점 기록
| 1                    | 2012년 9월 11일 | 스타드 드 프랑스, 생드니, 프랑스 | 벨라루스 | 2–0 | 3–1 | 2014년 FIFA 월드컵 예선전 |
| 2012년 9월 11일 기준 |                 |                                  |          |     |     |                           |

## 수상

### 클럽
파리 생제르맹
- 리그 1: 2012–13, 2013-14
- 쿠프 드 프랑스: 2009-10
- 쿠프 드 라 리그: 2013-14
- 트로페 데 샹피옹: 2013

### 개인
- 리그 1 올해의 팀 (1): 2012–13